# كيداباوان
كيداباوان (بالإنجليزية: Kidapawan)‏ هي مدينة في الفلبين، تتبع كوتاباتو، هي عاصمة كوتاباتو، بلغ عدد سكانها 125٬447  نسمة، في 1 مايو 2010، تبلغ مساحتها 358٫47 كيلومتر مربع، رمزها البريدي هو 9400.

## الموقع
تشترك في الحدود مع:
- President Roxas, Cotabato [الإنجليزية]‏
- Makilala [الإنجليزية]‏.